# Myriopholis nursii
Myriopholis nursii — вид змій родини струнких сліпунів (Leptotyphlopidae). Мешкає на Аравійському півострові та у Північно-Східній Африці. Вид названий на честь англійського ентомолога Чарлза Джорджа Нерса.

## Поширення і екологія
Myriopholis nursii мешкають на південному заході Саудівської Аравії та на заході Ємена, а також були зареєстровані на півночі Сомалі (на кордоні з Ефіопією) та в Омані. Можливо, вони також зустрічаються в Єгипті і Судані. Myriopholis nursii живуть в саванах та на сільсокогосподарських угіддях, на ділянках з вологим ґрунтом, на висоті від 50 до 1525 м над рівнем моря. Ведуть риючий спосіб життя. Живляться личинками мурах, відкладають яйця. 